# Zastava Irana
Zastava Irana usvojena je 29. srpnja 1980. Osnovni dizajn predstavljaju tri vodoravne trake, zelena na vrhu kao simbol Islama, bijela u sredini predstavlja mir, a crvena hrabrost. U sredini zastave nalazi se grb Irana. Na rubu zelene i crvene trake je stilizirani tekbir koji se pojavljuje 2x11 puta i simbolično predstavlja 22. dan 11. mjeseca, po iranskom kalendaru „Dan revolucije”.

## Povijesne iranske zastave
- Zastava šaha od Irana
- Zastava šahbane od Irana
- Zastava krunskoga princa od Irana

## Vanjske poveznice
- (hrv.) Iranski kulturni centar (Zagreb): Iranska zastava i grb  Arhivirana inačica izvorne stranice od 14. kolovoza 2011. (Wayback Machine)